# André Thourel
André-Albin-François-Bruno Thourel, né le 6 octobre 1800 à Montpellier (Hérault) et mort le 20 septembre 1880 à Aix-en-Provence (Bouches-du-Rhône), est un homme politique français.

## Biographie
Albin Thourel est le fils de Jean-François Thourel, député au conseil des Cinq-cents, et le frère de Léon (André-Jean-Joseph-Léon) Thourel, commissaire extraordinaire (préfet) du Gard et procureur général à Nîmes. 
Albin est docteur en droit et avocat à Nîmes. Il s'installe à Genève en 1831 et enseigne le droit français à l'université de Berne. En 1838, il s'installe comme avocat à Toulon, y devient bâtonnier, conseiller municipal et conseiller général. En 1848, il est procureur d'Aix-en-Provence, mais est révoqué au bout d'un an. Installé à Marseille, il y est conseiller municipal en 1864 et adjoint au maire en 1870. Procureur général à Aix de 1871 à 1873, il est conseiller général à Marseille et député des Basses-Alpes de 1876 à 1880. Inscrit au groupe de la Gauche républicaine, il est l'un des 363 qui refusent la confiance au gouvernement de Broglie, le 16 mai 1877.